# Menander (dramatiker)
För andra betydelser, se Menander.

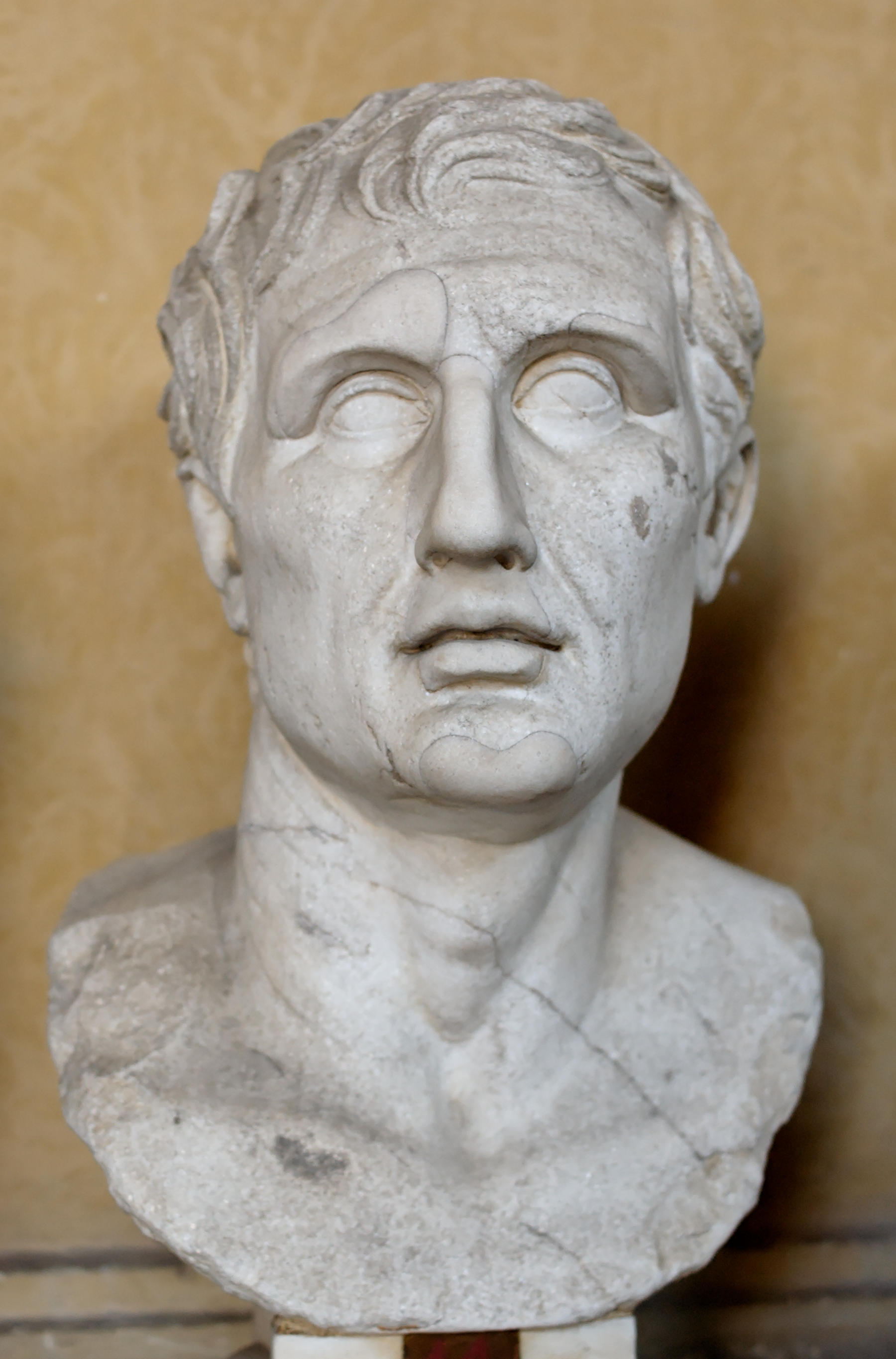
Byst av Menander

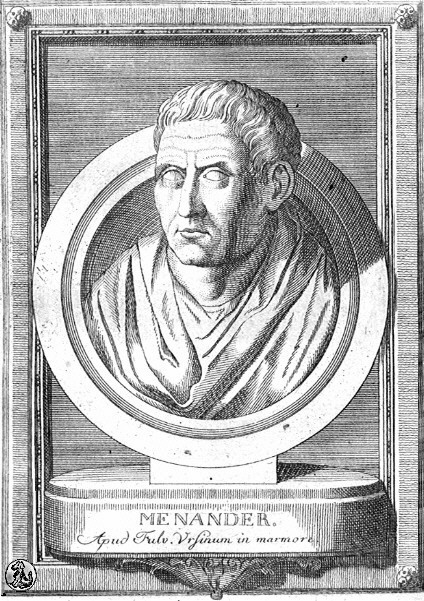
Porträt av Menander

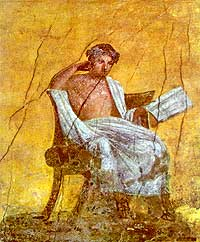
Fresk av Menander i Casa di Menandro i Pompeji

Menander (grekiska: Μένανδρος Menandros), född cirka 342 eller 341 f.Kr. troligen i Aten, död cirka 291 eller 290 f.Kr. troligen i Pireus, var en grekisk författare som levde under antiken. Menander är känd för att vara den främste författaren inom den nya grekiska komedin och har skrivit över 100 komedier och lustspel.

## Biografi
Endast lite är känd om Menanders liv. Han föddes troligen nära Aten och var son till attiske fältherren Diopeithes. Menader undervisades en tid av Theofrastos i epikuristisk anda och började sitt författarskap vid 20 års ålder. Han hade en omtalad och stormig relation med kurtisanen Glycera. Menander blev endast cirka 52 år gammal.
Menander var den första att använda de idag vanliga inslagen i en komedi som det "kärleksparet med förhinder", den "griniga gamlingen" och den "missnöjde misantropen".
Menander verk kännetecknas av stor uppfinningsförmåga, genomarbetade handlingar och karaktärsteckningar och hög språklig nivå. Menanders verk inspirerade bland andra romerske Plautus och Terentius som använde mycket av hans material i sina egna verk.
Menander blev omtyckt och framgångsrik under sin livstid men vann endast åtta segrar i Lēnaiafestivalen, dåtidens återkommande litterära dramatävling. Frasen "Tärningen är kastad" som yttrades av Julius Caesar när han korsade floden Rubicon bottnar i Menanders verk  och efter hans död reste Atenarna en staty över Menander vid Dionysosteatern.

## Verk
De flesta av Menanders verk har gått förlorade och endast avskrifter finns idag bevarade. Först 1907 upptäckte franske Lefebvre och 1908 holländske van Leeuwen de första delar av Menanders verk i avskrifter bland papyrusfynd i Egypten.
Menanders verk är delvis bevarade i en rad avskrifter som återfanns senare även bland papyrusfynden Oxyrhynchus papyri  och Bodmer-papyri.

### Välbevarade skrifter
- Aspis (Skölden)
- Dyskolos (Den Grinige)
- Epitrepontes (Skiljenämnden)
- Perikeiromene (Den Edsvurne)
- Sikyonios (Mannen från Sikyon)
- Samia (Flickan från Samos)

### Fragmenterade skrifter
- Dis Exapaton (Dubbelt bedrägeri)
- Encheiridion (Handboken)
- Georgos (Bonden)
- Heros (Hjälten)
- Hypobolimaios (Bortbytingen)
- Karchedonios (Mannen från Kartago)
- Kitharistes (Harpspelaren)
- Kolax (Smickraren)
- Koneiazomenai (Den berusade kvinnan)
- Methe (Berusningen)
- Misumenos (Mannen hon hatade)
- Naukleros (Sjökaptenen)
- Orge (Vreden), Menandes första tävlingsvinst, år 316 f. Kr.
- Phasma (Spöket)
- Perinthia (Flickan från Perinthos)
- Plokion (Halsbandet)
- Pseudherakles (Den falske Herkules)
- Synaristosai (Lunchsällskapet)
- Theophoroumene (Besatt av onda andar)
- Trophonios (Hjälten Trophonios)

### Svenska översättningar
- Stycken ur Menandros' komedier (översättning Alarik Hallström, Gleerup, 1924)
- Skiljedomen (Epitrepontes) (tolkad av Emil Zilliacus, Geber, 1943)
- Skiljedomen: komedi (i radioarrangemang av Herbert Grevenius efter Emil Zilliacus översättning av bevarade fragment, Sveriges radio, 1959)
- Fy för den sure eller Misantropen (i tolkning för radio av Ivar Harrie, Sveriges radio, 1959)